# Niantic
Niantic Inc. è un'azienda statunitense dedita allo sviluppo di videogiochi con sede nella città di San Francisco (California), fondata nel 2010 da John Hanke; inizialmente era una divisione interna a Google, ma nel 2015 è diventata un'entità indipendente.
È principalmente conosciuta per la realizzazione di Ingress e Pokémon Go, due videogiochi per cellulari che sfruttano la realtà aumentata.

## Storia
L'azienda prende il nome dalla nave baleniera Niantic, giunta a San Francisco durante la corsa all'oro californiana.
Il primo prodotto di Niantic, pubblicato nel 2012, è stato Field Trip, un'app mobile basata sul posizionamento satellitare, che agisce come guida turistica per i posti interessanti e luoghi d'interesse storico nelle vicinanze.
Nel novembre 2012, in collaborazione con Google, la società ha distribuito Ingress, videogioco per Android basato sulla realtà aumentata. Inizialmente giocabile solo su invito, è diventato giocabile liberamente nell'ottobre 2013 e nel luglio 2014 disponibile anche per le piattaforme Apple.
In seguito, Niantic ha annunciato il videogioco Endgame, progetto di narrazione transmediale, basato sul romanzo Endgame: Ancient Truth di James Frey.
La società si è staccata da Google nel mese di settembre 2015, subito dopo l'annuncio di Google della sua ristrutturazione come Alphabet Inc.
Nel mese di settembre 2015, è stato annunciato che Niantic avrebbe co-sviluppato, assieme a Nintendo e The Pokémon Company, il videogioco Pokémon Go per iOS e Android. Il mese successivo, Niantic annuncia che Google, Nintendo e The Pokémon Company avrebbero investito $ 30 milioni, $ 20 milioni in anticipo con $ 10 milioni addizionali condizionati al raggiungimento di un determinato traguardo della compagnia, per sostenere la crescita della società e dei suoi prodotti. Nel mese di febbraio 2016, Niantic ha annunciato di aver ottenuto altri 5 milioni di $ in Series A funding includendo investimenti da alcune firme di capitale come Alsop Louie Partners e You & Mr. Jones Brandtech Ventures così come gli investitori Lucas Nealan, Cyan Banister e Scott Banister. Mentre si aggiungevano più sostenitori per la crescita della società, questo investimento ha permesso di portare a Niantic ad essere un'industria pioniera nel settore strategico, tra cui l'aggiunta di Gilman Louie al suo consiglio.
Il 6 luglio 2016, Pokémon Go è stato distribuito in Australia, Nuova Zelanda e gli Stati Uniti su App Store e Play Store; nello stesso giorno è stata annunciata la costruzione di Pokémon Go Plus un piccolo dispositivo indossabile, sviluppato da Nintendo, che utilizza una connessione bluetooth a basso consumo energetico per notificare agli utenti quando un Pokémon è vicino. Il dispositivo è stato poi distribuito nel mese di luglio 2016; la distribuzione in Europa è stata rinviata dopo che nel lancio iniziale siano andati in tilt i server.
Il sistema Niantic utilizza tecniche geo spaziali di indicizzazione e filtraggio in tempo reale per elaborare più di 200 milioni di azioni di gioco al giorno, gestendo le persone che interagiscono con oggetti reali e virtuali nel mondo fisico.